# Veniamin (Puškar)
Veniamin (světským jménem: Boris Nikolajevič Puškar; * 8. listopadu 1938, Chorol) je ruský duchovní Ruské pravoslavné církve a emeritní metropolita vladivostocký a přímořský.

## Život
Narodil se 8. listopadu 1938 ve vesnici Chorol Přímořského kraje.
Od roku 1947 žil s rodinou ve Vladivostoku, kde roku 1957 dokončil střední školu.
Roku 1959 nastoupil na Moskevský duchovní seminář. Poté pokračoval ve studiu na Moskevské duchovní akademii. Od roku 1967 přednášel na akademii.
Roku 1988 byl biskupem a rektorem akademie Alexandrem (Timofejevem) rukopoložen na diákona a následně na jereje. Roku 1992 byl povýšen na protojereje.
Dne 12. srpna 1992 jej Svatý synod zvolil biskupem vladivostockým a přímořským. Dne 13. září byl postřižen na monacha se jménem Veniamin na počest svatého mučedníka Veniamina (Kazanského). Dne 20. září byl povýšen na archimandritu.
Dne 21. září proběhla v chrámu Zjevení Páně v Moskvě jeho biskupská chirotonie. Světiteli byli patriarcha moskevský Alexij II., metropolita krutický a kolomenský Juvenalij (Pojarkov), metropolita volokolamský a jurjevský Pitirim (Něčajev), arcibiskup solněčnogorský Sergij (Fomin), biskup istrijský Arsenij (Jepifanov), biskup dmitrovský Filaret (Karagodin) a biskup podolský Viktor (Pjankov).
Dne 25. února 2003 byl povýšen na arcibiskupa.
Dne 6. října 2011 byl ustanoven hlavou nové přímořské metropole a o dva dny později byl povýšen na metropolitu.
Dne 28. prosince 2018 byl penzionován a jako místo pobytu mu byl určen Vladivostok.